# Leonard Hokanson
Leonard Ray Hokanson (* 13. August 1931 in Vinalhaven (Maine); † 21. März 2003 in Bloomington (Indiana)) war ein US-amerikanischer Pianist mit schwedischen Vorfahren.

## Leben und Wirken
Hokanson war ein amerikanischer Pianist, der in Europa als Solist und Kammermusiker den Status eines Prominenten erreichte. Er besuchte zunächst die Clark University in Worcester (Massachusetts) und das Bennington College in Vermont, wo er den Grad eines Master of Arts mit dem Schwerpunkt Musik erreichte. Seine damaligen Lehrer waren Hedwig Rosenthal (die Frau von Moriz Rosenthal) und Artur Schnabel, wobei er einer von Schnabels letzten Schülern war. Sein Konzert-Debüt erfolgte im Alter von 18 Jahren mit dem Philadelphia Orchestra. Nach seiner Einberufung zur US-Armee wurde er nach dem Zweiten Weltkrieg nach Augsburg versetzt, wonach er in Europa rasch als Klaviersolist anerkannt wurde. Als Preisträger beim Steinway-Wettbewerb in Boston und danach beim internationalen Busoni-Wettbewerb in Bozen im Jahr 1959 startete er eine internationale Karriere, die ihn zunächst mit den Berliner Philharmonikern, den Rotterdamer Philharmonikern und mit den Wiener Symphonikern zusammenführte. Seine zahlreichen Auftritte bei internationalen Musik-Festivals führten ihn unter anderem nach Aldeburgh, Berlin, Echternach, Luzern, Prag, Ravinia, Salzburg, Tanglewood und Wien.
Er war Gründungsmitglied des Odeon-Trios zusammen mit dem Violinisten Kurt Guntner und der Violoncellistin Angelica May, und er bildete mit der Violinistin Jenny Abel ein Duo. Seine kammermusikalische Tätigkeit führte ihn darüber hinaus mit vielen anderen Instrumental-Ensembles und Solisten zusammen, zum Beispiel mit dem Vermeer Quartet, dem St. Lawrence Quartet, dem Ensemble Villa Musica, mit Solisten der Berliner Philharmoniker, mit der amerikanischen Geigerin Miriam Fried, dem amerikanischen Klarinettisten James Campbell und dem deutschen Hornisten Hermann Baumann. Als Liedbegleiter machte er sich einen Namen mit zahlreichen Sängern wie Martina Arroyo, Grace Bumbry, Melanie Diener, Edith Mathis, Edda Moser und Hermann Prey. Seine Zusammenarbeit mit Hermann Prey erstreckte sich über mehr als fünfundzwanzig Jahre.
In den Jahren 1977 bis 1986 war er Professor für Klavierspiel an der Musikhochschule Frankfurt am Main, bis er die Stelle als Professor für Klavierspiel an der Jacobs School of Music der Indiana University in Bloomington erhielt. Außerdem war er ständiger Gastprofessor an dem Tokyo College of Music.
Unter seinen zahlreichen Einspielungen befinden sich das gesamte Klavierwerk von Walter Piston (1894–1976), die Sonaten von Joseph Haydn, zwei von Mozarts Klavierkonzerten, die Intermezzi von Johannes Brahms, Franz Schuberts sämtliche Werke für Violine und Klavier (mit Edith Peinemann), Brahms’ Sonaten für Klarinette und Klavier (mit James Campbell), sämtliche Lieder Beethovens (mit Hermann Prey und Pamela Coburn), alle Klaviertrios von Brahms, Dvořák und Schubert (mit dem Odeon-Trio), außerdem bisher nicht eingespielte frühe Klavierwerke Schuberts und das Konzert für Klavier und Orchester von Norbert Burgmüller (1810–1836).
Im Jahr 2001 wurde er an der Indiana University Professor emeritus (Hochschullehrer im Ruhestand), setzte aber seine Unterrichtstätigkeit in Solo-Klavier und in Kammermusik fort und lehrte an einer Klasse für deutschen Kunstgesang. Hokanson starb am 21. März 2003 in Bloomington infolge einer Erkrankung an Pankreas-Krebs.

## Diskographie
Cembalo
J. S. Bach:
- Brandenburgisches Konzert Nr. 5 (Philips)
- Das Musikalische Opfer (Erato, Musical Heritage)
- Orchestersuiten (Classette)
- Konzerte für Oboe / Oboe und Violine (Erato)

G. Ph. Telemann:
- Fantasien für Cembalo (Philips)
- Markuspassion (Philips)
- Matthäuspassion (Philips)

Barocke Airs und Adagios (Philips)
Der Kanon von Pachelbel; Telemann, Vivaldi etc. (Erato)
Klavier solo
Beethoven/Liszt:
- Symphonie Nr. 8 (Übertragung für Klavier) (Deutsche Grammophon Archiv)

J. Brahms:
- Intermezzi Op. 117, 118, 119; Scherzo Op. 4 (Bayer)

N. Burgmüller:
- Konzert für Klavier und Orchester (MDG)

J. Haydn:
- Klaviersonaten (Bayer)

W. A. Mozart:
- Klavierkonzert Es-Dur, KV 271 (Bayer)
- Klavierkonzerte in Es-Dur, KV 271 and G-Dur, KV 453 (Capriccio, Pilz)

W. Piston:
- Sämtliche Klavierwerke (Northeastern)

F. Schubert:
- Sonate A-Dur, Op. posth. (RCA)
- „Grazer“ Fantasie (Bärenreiter)
- Der junge Schubert (Northeastern)

Kammermusik
J. S. Bach:
- Sonaten für Violoncello und Klavier (Angelica May) (Musicaphon)

David Baker:
- Sonate für Klarinette und Klavier (James Campbell) (Cala)

L. v. Beethoven:
- Sonate für Klavier und Violoncello, Op. 102 Nr. 1; Variationen für Klavier und Violoncello (Angelica May) (Musicaphon)
- Werke für Flöte und Klavier (Kurt Redel) (Disques Pierre Verany)
- Klaviertrios Op. 70 Nr. 1 and 2 (Odeon Trio) (Musicaphon)
- Klaviertrios (Salzburger Mozart-Trio / Fortepiano) (Harmonia Mundi, Musical Heritage)

Beethoven, Czerny, Kruft, Strauss:
- Werke für Horn und Klavier (Hermann Baumann) (Philips)

J. Brahms:
- Sämtliche Sonaten für Violine und Klavier (Jenny Abel) (Harmonia Mundi)
- Klaviertrios (Odeon-Trio und Rainer Moog) (RCA, Quintessence, Musical Heritage, Capriccio)

Brahms, Franck:
- Sonaten für Violoncello und Klavier (Angelica May) (Musicaphon)

Brahms, Genzmer:
- Klaviertrios (Odeon-Trio) (Impression)

Brahms, Jenner:
- Sonaten für Klarinette und Klavier (James Campbell) (Marquis Classics)

Brahms, Schostakowitsch:
- Klaviertrios (Odeon-Trio) (Impression)

Chopin, Martinů:
- Sonaten für Violoncello und Klavier (Angelica May) (Musicaphon)

A. Dvořák:
- Klavier-Trios und -Quartette (Odeon-Trio and Rainer Moog) (RCA, Pro Arte)

Bernhard Heiden:
- Sonate für Klavier, vierhändig (Cordula Hacke) (Cadenza)

W. A. Mozart:
- 6 Klaviertrios (Salzburger Mozart-Trio / Fortepiano) (Harmonia Mundi, Musical Heritage)
- Frühe Klaviertrios, KV 10 – 15 (Salzburger Mozart-Trio / Fortepiano) (Musical Heritage)
- Klavierquartette (Salzburger Mozart-Trio und Jürgen Geise, Fortepiano) (Musicaphon, Musical Heritage)

H. G. Pflüger:
- Impeto für Horn und Klavier (Hermann Baumann) (Bayer)

W. Piston:
- Klavierquintett (Portland String Quartet) (Northeastern)

C. Saint-Saëns:
- Kammermusik für Bläser (Ensemble Villa Musica) (MDG)

F. Schubert:
- Kammermusik für Violine und Klavier (Edith Peinemann) (Bayer)
- Klaviertrios (Odeon-Trio) (RCA, Pro Arte, Capriccio)
- Forellenquintett; Nottorno (Ensemble Villa Musica) (Naxos)
- Schubertiade 1977 – Wien (Odeon-Trio, Hermann Prey) (ATW)

R. Schumann:
- Sonaten op. 105 und 121; Romanzen Nr. 1 – 3, Op. 94 (Charles Neidich) (Sony)

Spohr, Volkmann:
- Klaviertrios (Odeon-Trio) (Impression)

R. Strauss:
- Klaviertrios (Odeon-Trio) (Capriccio)

Tanejew, Tscherepnin:
- Klaviertrios (Odeon-Trio) (RCA, Pro Arte)

C. M. v. Weber:
- Grande Duo Concertante, Op. 48, 7 Variationen op. 33 (James Campbell) (Marquis Classics)

Musik im Salzburger Mozart-Haus (Eberhard Finke, Rudolf Klepač / Fortepiano) (Amadeo)
Lieder
Schwetzinger Liederabend 1968
- Werke von Brahms, Dvorak, Schubert und Rossini. Sopran: Martina Arroyo, Hänssler Classis 93.719

L. v. Beethoven
- Sämtliche Lieder (Hermann Prey, Pamela Coburn) (Capriccio)

P. Cornelius:
- Weihnachtslieder, Vaterunser (Hermann Prey) (Deutsche Grammophon)

Mendelssohn, Liszt, Franz, Wagner:
- Romantische Lieder (Hermann Prey) (Philips)

F. Schubert:
- Die schöne Müllerin (Hermann Prey) (Philips)
- Schwanengesang (Hermann Prey) (Deutsche Grammophon)
- Schubertiade Hohenems 1977 (Vocal-Ensembles) (Deutsche Grammophon)
- Lieder (Edda Moser) (EMI)

Schubert, Schumann, Brahms etc.:
- Liebeslieder (Hermann Prey) (Denon)

Schubert, Schumann, Brahms:
- Lieder (Grace Bumbry) (EMI)

Schubert, Schumann:
- Lieder, Zyklus Dichterliebe (Hermann Prey) (Philips)

R. Schumann:
- Dichterliebe; Liederkreis, op. 24 (Hermann Prey) (Denon)
- Liederkreis, op. 39; Kerner-Lieder (Hermann Prey) (Denon)
- Lieder (Hermann Prey) (Philips)

F. Silcher:
- Lieder (Hermann Prey) (Deutsche Grammophon)

Strauss, Debussy:
- Lieder (Roberta Peters) (MPS)

C. M. v. Weber:
- Lieder (Hermann Prey) (EMI)

Hugo Wolf:
- Lieder (Hermann Prey) (Philips)
- Die liebe Seligkeit – Volkslieder (Hermann Prey) (Deutsche Grammophon)
- Barocke Lieder und Arien (Hermann Prey, Eduard Melkus) (Philips)
- Wiener Lieder aus Schubert's Zeit (Hermann Prey) (Deutsche Grammophon)